# Język szwedzki
Język szwedzki (szw. svenska språket, svenska) – język z grupy skandynawskiej, należący do podrodziny języków germańskich. Jest językiem urzędowym Szwecji oraz – obok języka fińskiego – w niektórych regionach Finlandii. Blisko spokrewniony z językami duńskim i norweskim, a w dalszym stopniu z farerskim i islandzkim. Dialekty języków skandynawskich tworzą ze sobą kontinuum dialektalne, co oznacza, że granice między nimi są płynne i wzajemnie zrozumiałe w wielu przypadkach.

## Dialektologia
W sytuacjach nieformalnych powszechnie używane są zróżnicowane dialekty nieliterackie. Większość z nich jest zrozumiała dla wszystkich użytkowników języka szwedzkiego. Obecnie można wyróżnić dwa zespoły dialektów: szwedzki i finlandzki (tzw. fińska odmiana języka szwedzkiego). Istnieje też zespół dialektów języka szwedzkiego z Estonii, jednak jego znaczenie zmniejszyło się po zajęciu Estonii przez Armię Czerwoną, kiedy to większość estońskich Szwedów opuściła ten kraj. W południowej części Szwecji – Skanii (Skåne) – język mówiony uległ silnym wpływom duńskim, z charakterystyczną głęboką artykulacją spółgłosek, przypominającą wymowę duńską. Mieszkańcy Wysp Alandzkich mówią dialektem zbliżonym do północnosztokholmskiego.
Wyróżnia się 6 dialektów języka szwedzkiego. Są to: sydsvenska mål, götamål, sveamål, norrländska mål, gutamål, a także östsvenska mål, rozdzielany na finlandssvenska i estlandssvenska. Tym ostatnim posługują się głównie mieszkańcy regionów szwedzkojęzycznych w Finlandii i dawniej w Estonii.

## System fonologiczny
Charakterystyczną cechą systemu fonologicznego języka szwedzkiego jest duża ilość samogłosek: 9 fonemów podstawowych, a uwzględniając rozróżnienie między długimi i krótkimi (iloczas) samogłoskami – 17 fonemów samogłoskowych. Szwedzka spółgłoska sj (sj-ljudet) ma różne wariacje regionalne, często zbliżone do [ɧ], [ʃ] lub [h], przy czym jej dokładna artykulacja jest unikalna dla języka szwedzkiego i trudna do jednoznacznego sklasyfikowania. W wersji podstawowej nie ma odpowiednika w innych językach (mimo że w podobny sposób wymawia się ją w języku niderlandzkim).

## Historia
Pierwsze ślady języka północnogermańskiego pochodzą z III wieku n.e. Około IX wieku, w okresie wikińskim, pojawił się norrønt, a potem dänsk tunga, czyli niezróżnicowane germańskie języki północy. Następnie doszło do ich rozbicia na języki północnogermańskie wschodnie i północnogermańskie zachodnie. W XII wieku zaczęto używać języka określanego jako szwedzki runiczny, zapisywany w alfabecie fuþark. Był on używany od około II wieku n.e. i przystosowany do rycia w drewnie lub kamieniu. Jego pochodzenie jest sporne – niektórzy badacze wywodzą go z alfabetu etruskiego lub łacińskiego, inni uznają go za rozwój lokalny. Istnieje przypuszczenie, że fuþark pochodził od pisma Etrusków, jednak mógł też być alfabetem rdzennie skandynawskim. Został później wyparty przez alfabet łaciński, który został przyjęty wraz z chrześcijaństwem.
W XIII wieku pojawił się język, który dzisiaj jest określany jako klasyczny szwedzki. W XVI wieku pojawiły się tendencje do tworzenia języka ponaddialektalnego, czy to w postaci języka, pism religijnych czy świeckiego języka pism urzędowych – tzw. języka kancelaryjnego. Przełomowym momentem dla standaryzacji języka pisanego było tłumaczenie Biblii na język szwedzki w 1541 roku (Biblia Gustawa Wazy), które ugruntowało normy ortograficzne i składniowe. W XVIII wieku unifikujący wpływ w zakresie wymowy miał dwór królewski – na tym tle zarysował się podział na język „chłopski” (bondska) i „dworski” (hovsvenska). U podłoża wymowy języka dworskiego leżała wymowa Sztokholmu i prowincji Uppland. Język ten współcześnie stanowi podstawę ponaddialektalnego języka pisanego (rikssvenska).
W XX wieku język szwedzki przeszedł reformy ortograficzne (1906, 1943), a jego współczesna forma – rikssvenska – opiera się na wymowie regionu sztokholmskiego i jest używana w mediach, edukacji i administracji.
Większość zapożyczeń w języku szwedzkim pochodzi z języków: niemieckiego, francuskiego, angielskiego, łaciny i greki.

## Gramatyka

### Rzeczownik i rodzajnik
W standardowym języku szwedzkim funkcjonują dwa rodzaje gramatyczne: nijaki (neutrum, ett-ord) i wspólny (utrum, nie-nijaki, en-ord). Rodzaj utrum obejmuje rzeczowniki, które historycznie należały do rodzaju męskiego i żeńskiego. Niewielka część dialektów języka szwedzkiego rozróżnia trzy rodzaje gramatyczne. Około 80–75% szwedzkich rzeczowników ma rodzaj wspólny (en-ord), a około 20–25% rodzaj nijaki (ett-ord). Szwedzki rzeczownik odmienia się przez 2 przypadki: mianownik i dopełniacz (genitiv), w którym formy dzierżawcze tworzy się poprzez dodanie końcówki -s, podobnie jak w języku angielskim. Zamiast dopełniacza często stosuje się złożenia rzeczownikowe (zrosty), np. budgetförslag (propozycja budżetu), jako budget (budżet) + förslag (propozycja).

#### Liczba mnoga
Rzeczowniki szwedzkie dzielą się na pięć głównych grup deklinacyjnych, które determinują sposób tworzenia liczby mnogiej i form określonych rzeczowników. Rzeczownika powinno uczyć się wraz z jego rodzajem, jego formą określoną i formą liczby mnogiej. Możliwe końcówki liczby mnogiej to: -or, -ar, -er, -r, -n, rzadko z przegłosem (czyli zmianą samogłoski w temacie), jeszcze rzadziej sam przegłos bez końcówki. Około 25% szwedzkich rzeczowników ma taką samą formę zarówno dla liczby pojedynczej, jak i mnogiej – np. ett rum – två rum, czyli: jeden pokój – dwa pokoje. Są to głównie rzeczowniki nijakie, czyli takie, które wymagają rodzajnika ett.
Pierwsza deklinacja dotyczy rzeczowników dwu- i więcej sylabowych rodzaju wspólnego, zakończonych na nieakcentowane -a. Liczbę mnogą tworzy się przez usunięcie nieakcentowanego -a i dodanie końcówki -or. Formę określoną w liczbie mnogiej tworzy się przez dodanie do końcówki -or końcówki -na:
en klocka – klockor – klockorna
Kolejno: nieokreślona liczba pojedyncza, nieokreślona liczba mnoga, określona liczba mnoga
Istnieje kilka wyjątków w tej deklinacji, między innymi:
- En våg – vågor – vågorna (fala)
- En ros – rosor – rosorna (róża)
- En toffel – tofflor – tofflorna (kapeć)
- En åder – ådror – ådrorna (żyła)

#### Forma określona i nieokreślona
Charakterystyczną cechą rodzajników w językach północnogermańskich jest to, że rodzajnik określony (odpowiednik angielskiego the) jest końcówką fleksyjną. Wyróżnia się:
- -et – dla rodzaju nijakiego,
- -en – dla rodzaju wspólnego,
- -na, -en, -a – dla liczby mnogiej[10].

Istnieją również tzw. wolnostojące rodzajniki określone, które używane są, gdy przed rzeczownikiem w formie określonej znajduje się co najmniej jeden przymiotnik. Wyróżnia się następujące rodzajniki:
- det – dla rodzaju nijakiego,
- den – dla rodzaju wspólnego,
- de – dla liczby mnogiej.

Rodzajnik nieokreślony dla rodzaju ogólnego to en, a dla rodzaju nijakiego ett. Forma nieokreślona liczby mnogiej nie posiada żadnego rodzajnika, podobnie jak w pozostałych językach germańskich.
Przykładowa odmiana rzeczownika rodzaju ogólnego (na podstawie wyrazu en bil – samochód) i rzeczownika rodzaju nijakiego (na podstawie wyrazu ett hus – dom) wygląda następująco:
| Forma                       | Rodzaj wspólny (en bil – samochód) | Rodzaj nijaki (ett hus – dom) |
| --------------------------- | ---------------------------------- | ----------------------------- |
| L. poj., forma nieokreślona | en bil                             | ett hus                       |
| L. poj., forma określona    | (den) bilen                        | (det) huset                   |
| L. mn., forma nieokreślona  | bilar                              | hus                           |
| L. mn. forma określona      | (de) bilarna                       | (de) husen                    |

#### Przypadki
System przypadków w języku szwedzkim został zredukowany do dwóch: mianownika (forma podstawowa, grundkasus, objektkasus) i dopełniacza (genitiv). Pozostałe funkcje składniowe realizowane są przez szyk zdania i przyimki
Przypadek główny ma postać bezkońcówkową, czyli nie jest nacechowany formalnie. Może on występować z rodzajnikiem lub bez. Przykładowo, na podstawie rzeczownika blomma – kwiat:
| Forma        | Liczba pojedyncza | Liczba mnoga |
| ------------ | ----------------- | ------------ |
| nieokreślona | (en) blomma       | blommor      |
| określona    | blomman           | blommorna    |

Przypadek główny odpowiada funkcyjnie polskiemu mianownikowi, celownikowi, biernikowi, miejscownikowi, narzędnikowi i wołaczowi. Zamiast deklinacji, podobnie jak w języku angielskim, funkcje tych przypadków pełnią związki syntaktyczne, np.:
- Det här är en bok – To jest książka.
- Jag ser en bok – Widzę książkę.
- Han bläddrar i boken – On wertuje książkę (dosłownie w książce).
- Det står inte i boken – Tego nie ma w książce.
- Han gav boken en ny titel – Dał książce nowy tytuł.

Dopełniacz formalny ma we wszystkich postaciach (tzn. z rodzajnikiem i bez rodzajnika) końcówkę -s.
| Forma        | Liczba pojedyncza | Liczba mnoga |
| ------------ | ----------------- | ------------ |
| nieokreślona | (en) blommas      | blommors     |
| określona    | blommans          | blommornas   |

Dopełniacz z końcówką -s występuje dziś stosunkowo rzadko:
1. w funkcji przydawki (genitivattribut), np.:
  - Fars bok – Książka ojca.
  - Barnets leksak – Zabawka dziecka.
  - Leva i böckernas värld – Żyć w świecie książek.
  - Livets afton – Schyłek życia.
2. w funkcji orzecznika (predikatsfyllnad), np.:
  - Boken är min fars. – Książka jest mojego ojca.
  - Den här bilen är hans brors. – Ten samochód jest jego brata.
3. w funkcji przydawki w związku rządu (apposition), np.:
  - Tores, hans väns, bok – Książka Torego, jego przyjaciela.
  - Konung Karl Gustavs regering – Rząd króla Karola Gustawa.
  - Aposteln Paulus’ ord – Słowa apostoła Pawła.
4. w niektórych zwrotach z przyimkiem till – do, który pierwotnie rządził dopełniaczem, np.:
  - Till skogs – Do lasu.
  - Till fots – Pieszo.
  - Till lands – Na lądzie.
  - Till bords – Do stołu, przy stole.
  - Till sjöss – Na morzu.
5. w zwrotach określających czas, ilość, rodzaj lub gatunek, np.:
  - En två timmars resa – Podróż dwugodzinna.
  - Tusentals människor – Tysiące ludzi.
  - Hundratals böker – Setki książek.
  - Alla slags frukter – Wszelkiego rodzaju owoce.

### Wymowa samogłosek

Fonemy samogłoskowe w środkowoszwedzkiej odmianie standardowego szwedzkiego